# Vàng San
Vàng San là một xã thuộc huyện Mường Tè, tỉnh Lai Châu, Việt Nam.

## Địa lý
Địa giới hành chính xã Vàng San:
- Phía đông và phía nam giáp huyện Nậm Nhùn
- Phía tây giáp xã Kan Hồ
- Phía bắc giáp xã Bum Nưa

Xã Vàng San có diện tích 95,22 km², dân số năm 2011 là 2.485 người, mật độ dân số đạt 26 người/km².

## Lịch sử
Xã Vàng San được thành lập vào ngày 14 tháng 10 năm 2011 trên cơ sở điều chỉnh 9.521,73 ha diện tích tự nhiên và 2.485 người của xã Bum Nưa.